# Cruz del Toro
Raúl Mendoza (Córdoba, Veracruz; 16 de septiembre de 1991) es un luchador profesional mexicano. Actualmente trabaja para la empresa estadounidense WWE, donde se presenta en la marca SmackDown bajo el nombre de Cruz del Toro.

## Carrera

### Circuito Independiente (2006-2016)
Mendoza hizo su debut en la lucha libre profesional el 16 de septiembre de 2006. En los próximos diez años, Mendoza competirá en el circuito independiente mexicano, destacando su participación en las promociones independientes como Desastre Total Ultraviolento (DTU), Perros del Mal (PdM), y el International Wrestling Revolution Group (IWRG), mientras que también aparece para la promoción nacional Lucha Libre AAA Worldwide (AAA) y la promoción japonesa Pro Wrestling NOAH.

### WWE

#### NXT (2016-2022)
Mendoza fue anunciado como participante en el WWE Cruiserweight Classic, un torneo de eliminación individual de 32 hombres con competidores de 205 libras y menos, como representante de México. Mendoza fue eliminado del torneo en la primera ronda por The Brian Kendrick. Tras el Cruiserweight Classic, Mendoza fue contratado por la WWE, quien lo envió a competir en el territorio en desarrollo en NXT. Mendoza hizo su debut el 25 de mayo de 2017, siendo derrotado por Velveteen Dream. El 9 de febrero de 2018, en un evento en vivo de NXT, Mendoza ganó una batalla real para convertirse en el contendiente #1 por el Campeonato de NXT. Al día siguiente, el 10 de febrero, Mendoza fue derrotado por el campeón de NXT Andrade "Cien" Almas.
Ya comenzando el 2020, hizo equipo junto a Joaquin Wilde enfrentándose a Grizzled Young Veterans en NXT del 19 de febrero , sin embargo perdieron, en el episodio del 11 de marzo de NXT, Mendoza fue secuestrado por un grupo de hombres enmascarados y arrojado a una camioneta en el estacionamiento (Kayfabe), y casi 2 meses después reapareció en el episodio del 10 de junio cuando formó alianza junto a Joaquin Wilde el otro hombre que fue secuestrado, con El Hijo del Fantasma que en ese momento se presentó como Santos Escobar, para atacar a Drake Maverick cambiando a heel.
Mendoza hizo su debut en 205 Live en el episodio del 23 de julio de 2019, donde se unió con Humberto Carrillo para derrotar a Lucha House Party(Kalisto & Gran Metalik)(con Lince Dorado). 
En el 25 de octubre regresó a 205 Live derrotando a Tony Nese. En 205 Live del 6 de diciembre fue derrotado por Angel Garza. En 205 Live del 13 de diciembre derrotó a Ariya Daivari.
Comenzando el 2020, en 205 Live del 17 de enero fue derrotado por Isaiah "Swerve" Scott, y en el 205 Live del 31 de enero fue derrotado por Joaquin Wilde, después del combate ambos se dieron la mano en señal de respeto. Luego en 205 Live del 21 de febrero derrotó a Joaquin Wilde, y la siguiente semana volvió a derrotar a Joaquin Wilde.
Comenzando el 2021, en 205 Live emitido el 15 de enero, junto a Joaquin Wilde derrotaron a The Bollywood Boyz (Samir Singh & Sunil Singh) en la primera Ronda del Torneo Dusty Rhodes Tag Team Classic, avanzando a la segunda Ronda.

#### SmackDown (2022-presente)
El 7 de octubre de 2022, debutó junto al Legado Del Fantasma en SmackDown.

## Campeonatos y logros
- Desastre Total Ultraviolento
  - DTU Alto Impacto Championship (1 vez)[12]